# Westchester Cup

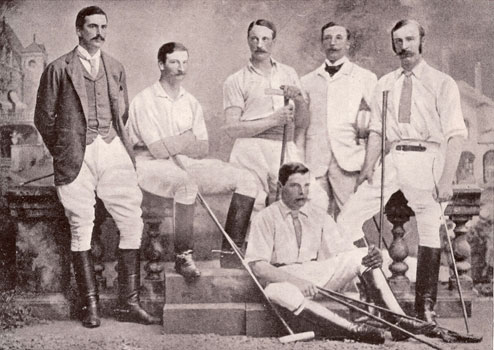
Britisches Team, Sieger von 1886

Der Westchester-Cup, auch International Polo Cup oder Newport Cup genannt, ist ein internationales Polo-Turnier zwischen den USA und Großbritannien. Er trägt seinen Namen nach dem ursprünglichen Austragungsort im Westchester Polo Club, Bundesstaat New York, USA. Das Turnier besteht aus bis zu 3 Spielen. Hat ein Land die ersten beiden gewonnen, wird auf das dritte Spiel verzichtet.

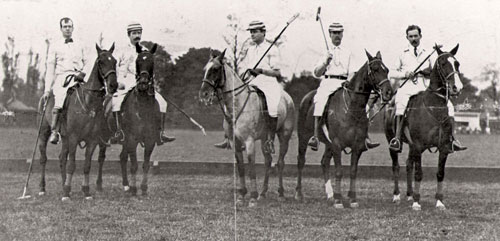
Amerikanisches Team, 1902

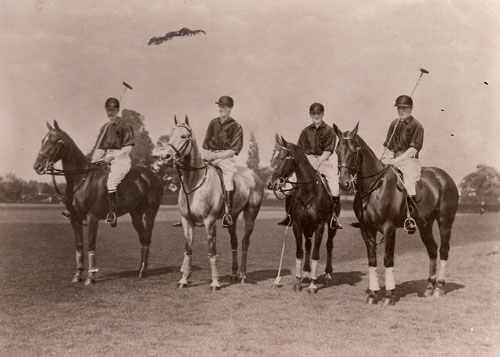
Britisches Team, 1909

## Geschichte

### 1886
Der Westchester Cup wurde 1886 zum ersten Mal ausgespielt. Damals erregte er noch so wenig Aufsehen, dass ein britisches Cricket-Team, das nahebei ein Match spielte, erst davon erfuhr, als es wieder zuhause war. Auch unterschieden sich die Regeln noch von den heutigen. So wurden z. B. drei Abschnitte à 20 Minuten gespielt, jeweils mit einer Pause von 10 Minuten zwischen den Abschnitten. Zum amerikanischen Team gehörte u. a. Foxhall Keene, der später auch der erste 10goaler der USA wurde. Gewonnen wurde das Turnier von der britischen Mannschaft.

### 1900 und 1902
1900 gab es eine informelle Ausgabe des Cups in England. Dabei spielten W. McCreery, F. J. Mackey, Foxhall Keene und L. McCreery für die USA und J. G. H. H. Beresford, F. M. Freake, W. S. Buckmaster und John Watson für England. England gewann 8-2.
Das nächste offizielle Turnier fand 1902 im Rockaway Club in den USA statt. Dieses Mal wurden sechs Abschnitte à 10 Minuten gespielt. Das erste Spiel gewann das amerikanische Team 2-1, im zweiten und dritten Spiel siegten jedoch die Briten 6-1 und 7-1.

### 1909

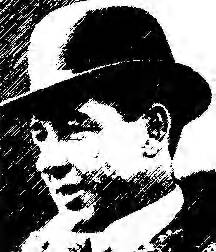
Harry Payne Whitney

Bereits vier Jahre vor dem Turnier begann der Amerikaner Harry Payne Whitney mit dem Ankauf von Polopferden für den nächsten Westchester Cup. Er reiste auch nach England und bot soviel Geld, dass auch englische Top-Spieler nicht widerstehen konnten, zu verkaufen. Jedoch dachten sie nicht daran, dass man mit Banknoten nicht spielen kann und waren entsprechend schlecht ausgerüstet für das Turnier. Außerdem hatten die amerikanischen Spieler mittlerweile dazugelernt und ihr Team-Spiel sowie das Rückhand-Spiel verbessert. Sie gewannen daher 9-5 und 8-2 und holten den Pokal das erste Mal nach Hause.

### 1911
Die Aufteilung der Matches wurde erneut geändert. Gespielt wurden nun 8 Abschnitte à 7,5 Minuten, eine Regelung, die, von der Anzahl der Abschnitte abgesehen, bis heute gilt. Sechs englische Spieler und 35 Pferde reisten für den Cup in die USA. Die Briten gewannen knapp beide Matches.

### 1913
Der Cup von 1913 fand wieder in den USA statt. Vier Tage vor dem ersten Match brach sich Foxhall Keene das Schlüsselbein und musste durch Harry P. Whitney ersetzt werden. Zusammen mit Malcolm Stevenson, Louis Stoddard und Devereux Milburn besiegte er das englische Team knapp mit 5,5-3 und 4,5-4,25.

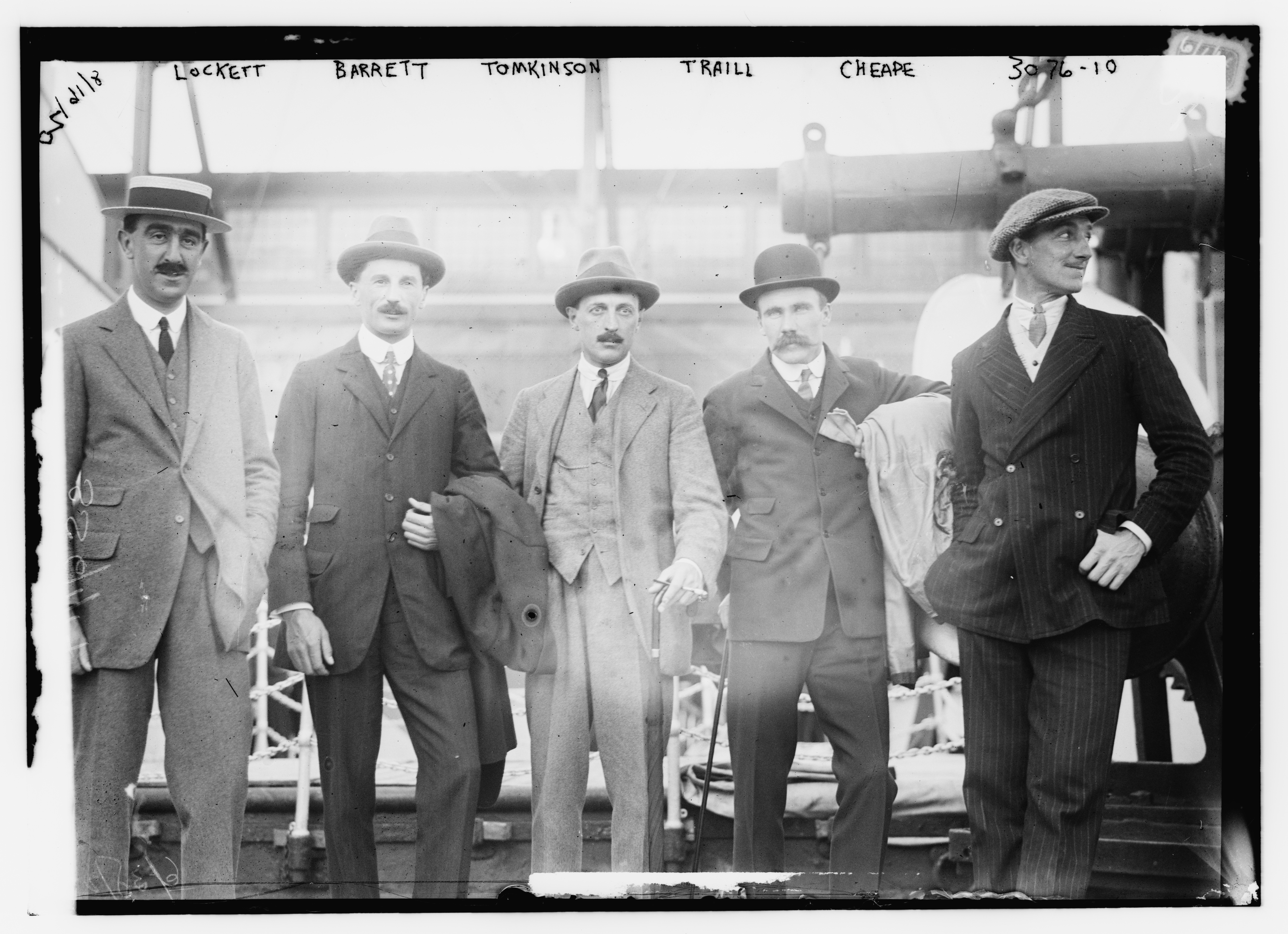
Das englische Team bei der Ankunft im Meadowbrook Polo Club, 1. Juni 1914

### 1914
Zunächst gab es Schwierigkeiten, ein britisches Team zusammenzustellen. Spieler machten Absagen aus privaten Gründen oder lehnten eine Teilnahme einfach ab. Schließlich nahmen Cheape, Frederick W. Barrett, H. A. Tomkinson, Vivian Lockett und John A. Traill teil. Die Amerikaner hatten ebenfalls Schwierigkeiten. Deren Team bestand dann aus Devereux Milburn, Rene LaMontagne, Monte Waterbury und Lawrence Waterbury. Das erste Spiel gewann England 8,5-3. Für das zweite Spiel veränderten die Amerikaner die Spielerpositionen, allerdings erfolglos, denn sie verloren wieder, diesmal 2,75-4.

### 1921
Aufgrund des Ersten Weltkriegs fand der nächste Cup erst 1921 statt. Beide Länder setzten auf erfahrene Spieler, darunter Tommy Hitchcock Jr. für die USA. Die Amerikaner gewannen eindeutig 11-4 und 10-6.

### 1924
1924 forderte die englische Polo-Vereinigung Revanche. Das englische Team in dem Jahr bestand aus T. W. Kirkwood, F. B. Hurndall, E. G. Atkinson und Lewis Lacey. In der amerikanischen Mannschaft spielten J. Watson Webb, Tommy Hitchcock Jr., Malcolm Stevenson und Devereux Milburn. Wie schon drei Jahre zuvor, waren die amerikanischen Spieler zu stark für die Briten, die 5-16 und 5-14 verloren.

### 1927
Die nächste Herausforderung erging drei Jahre später, 1927, wieder von den Engländern. Verantwortlich für das Spendensammeln, die Beschaffung von Pferden und Teamorganisation war die „Army in India Association“. Zu der Zeit wurde in Indien Polo auf dem höchsten Niveau im britischen Empire gespielt. Dank der Unterstützung der Maharadschas von Jodhpur und Ratlam konnte ein Team aufgestellt und ausgerüstet werden. Trotzdem ging der Westchester Cup ging zum dritten Mal in Folge in die USA, dank der Siege von 13-3 und 8-5, die das amerikanische Team in der gleichen Besetzung wie 1924 erzielte.

### 1930
1930 gehörte der Westchester Cup zu den beliebtesten Sportereignissen der USA. Zum ersten Match in dem Jahr kamen 45.000 Zuschauer in den Meadow Brook Polo Club, zum zweiten 40.000. Tommy Hitchcock Jr. spielte wieder für die USA und Lewis Lacey für England. England verlor wieder mit 10-5 und 14-9. Der einzige Lichtblick für England war das Spiel von Lacey, der für die Hälfte der englischen Tore verantwortlich war.

### 1936
1936 wurde die Regel eingeführt, dass abwechselnd in beiden Ländern gespielt wird, unabhängig davon, wer das letzte Turnier gewann. So fand denn der Westchester Cup in dem Jahr in England statt. Aufgestellt für England war u. a. Hanut Singh, der beste indische Spieler. Dieser zog sich jedoch eine Schulterverletzung zu und konnte nicht antreten. Das amerikanische Team wiederum musste ohne Tommy Hitchcock Jr. auskommen, der verhindert war. Für ihn sprang Stewart Iglehart ein. Im Gegensatz zu den vorherigen Turnieren wurden diesmal nur sieben Abschnitte gespielt. Die Amerikaner gingen in den beiden Spielen früh in Führung und gewannen beide Matches, wenn auch nicht mehr so eindeutig wie in den vorangegangenen Jahren (10-9 und 8-6).

### 1939
Als 1939 das Turnier zum zwölften Mal anstand, bereitete sich das britische Team nach 5 Niederlagen in Folge gut vor: Das ganze britische Empire wurde nach guten Ponys abgesucht (der Nawab von Bhopal und der Maharadscha von Kashmir spendeten allein elf Pferde) und diese bereits sechs Monate vor dem Termin in die USA verschifft, damit die Tiere sich akklimatisieren können. Außerdem gingen die besten Polospieler der Insel für vier Monate nach Kalifornien, um dort in Trainingsspielen gegen amerikanische Spieler anzutreten. Insgesamt bestand die Expedition aus 36 Mann und 64 Pferden und kostete die Hurlingham Polo Association insgesamt 250.000 USD.
Dennoch verlor das britische Team, bestehend aus Bob Skene, Aidan Roark, Gerald Balding, Eric Tyrrell-Martin, verlor das erste von drei Matches 11-7 gegen die USA (Mike Phipps, Tommy Hitchcock Jr., Stewart Iglehart, Winston Guest). Das zweite verloren sie 9-4. Damit blieb die USA seit 1921 ungeschlagen.

### 1992
Nach einer langen Pause von 53 Jahren fand 1992 eine kleine Ausgabe im Guards Polo Club, England, statt. 25.000 Zuschauer verfolgten das Turnier im Windsor Park. Es bestand nur aus einem Match, das das US-Team 8-7 in der Verlängerung gewann.
Die bekannteren Spieler für die USA waren Adam Snow und Owen Rinehart. Für England spielte u. a. Howard Hipwood.

### 1997
1997 fand der Westchester Cup wieder im Guards Polo Club statt, zusammen mit dem Cartier International Day. Dieses Mal machten die Briten der Serie von Niederlagen ein Ende und errangen den ersten Sieg seit 1914 (12-9) im einzigen Spiel.

### 2009
Das Turnier fand am 21. Februar 2009 im Palm Beach International Polo Club, Wellington, Florida statt und war die erste Ausgabe auf amerikanischem Boden seit 70 Jahren. Es sollte an den 100. Jahrestag des ersten Siegs des amerikanischen Teams von 1909 erinnern.
Das britische Team bestand aus Luke Tomlinson (Handicap 7), Mark Tomlinson (6), Henry Beim (7) und Eduardo Novillo Astrada (9). Die US-amerikanische Mannschaft bestand aus Adam Snow (8), Mike Azzaro (9), Nicolas Roldan (8) und Jeff Blake (6). England gewann knapp 10-9 und errang damit seinen sechsten Sieg (das halboffizielle Turnier von 1900 nicht mitgerechnet).

## Offizielle Austragungen
Der Westchester Cup wurde zehm Mal von den Vereinigten Staaten und sechs Mal von England gewonnen. In den 1940er wurde er wegen des Zweiten Weltkrieges nicht ausgetragen und wurde erst in den 1990ern erneut durchgeführt.
| Jahr | Sieger        | Englisches Team | Amerikanisches Team | Ergebnis          | Austragungsort/Datum                   |
| 1876 | England       | | |                   | Newport                                |
| 1886 | England       | Thomas Hone, Richard Lawley (4. Baron von Wenlock), Malcolm Orme Little und John Henry Watson                                                              | William Knapp Thorn, Raymond Rodgers Belmont, Foxhall Parker Keene und Thomas Hitchcock Sr.                                   | 10-4 14-2         | Newport                                |
| 1902 | England       | Cecil Patteson Nickalls, Patteson Womersley Nickalls, Frederick Maitland Freake, Walter Selby Buckmaster, George Arthur Miller und Charles Darley Miller   | Rodolphe Louis Agassiz, James Montaudevert Waterbury Junior, John Elliott Cowdin, Lawrence Waterbury und Foxhall Parker Keene | 1-2 6-1 7-1       | Hurlingham, 31. Mai bis 21. Juni 1902. |
| 1909 | United States | Herbert Haydon Wilson, Harry Rich, Frederick Maitland Freake, Patteson Womersley Nickalls, John Wodehouse, 3. Earl of Kimberley und John Hardress Lloyd    | Lawrence Waterbury, James Montaudevert Waterbury Junior, Harry Payne Whitney und Devereaux Milburn                            | 9-5 8-2           | Hurlingham                             |
| 1911 | United States | Leslie St. Clair Cheape, Arthur Noel Edwards, John Hardress Lloyd und Herbert Haydon Wilson with Arthur Noel Edwards als Ersatzspieler.                    | Lawrence Waterbury, James Montaudevert Waterbury Junior, Harry Payne Whitney und Devereaux Milburn                            | 4.5-2.75 4.5 –3.5 | Meadow Brook, Mai bis 9. Juni 1911.    |
| 1913 | United States | Leslie St. Clair Cheape, Ralph Gerald Ritson und Vivian Noverre Lockett.                                                                                   | Lawrence Waterbury, Louis Ezekiel Stoddard, James Montaudevert Waterbury Junior, Harry Payne Whitney und Devereaux Milburn    | 5.5–3 4.5-4.25    | Meadow Brook 14. Juni 1913             |
| 1914 | England       | Henry Archdale Tomkinson, Leslie St. Clair Cheape, Frederick W. Barrett und Vivian Noverre Lockett                                                         | Rene Morgan La Montagne Junior, James Montaudevert Waterbury Junior, Devereaux Milburn und Lawrence Waterbury                 | 8.5-3 4-2.75      | Meadow Brook 15. Juni 1914             |
| 1921 | United States | Henry Archdale Tomkinson, Frederick W. Barrett, John Wodehouse, 3. Earl of Kimberley und Vivian Noverre Lockett                                            | Louis Ezekiel Stoddard, Thomas Hitchcock Jr., James Watson Webb Senior und Devereaux Milburn                                  | 16-5 14-5         | Meadow Brook                           |
| 1924 | United States | Thomas William Kirkwood, Teignmouth Philip Melvill, Frank Brereton Hurndall, Geoffrey H. Phipps-Hornby Sr., Eric Garnett Atkinson und Lewis Lawrence Lacey | James Watson Webb Sr., Thomas Hitchcock Jr., Malcolm Stevenson, Robert Early Strawbridge Jr. und Devereaux Milburn            | 16-5 14-5         | Meadow Brook                           |
| 1927 | United States | Claude Ernest Pert, Richard George, Austin Henry Williams, John Pitt Dening, Charles Thomas Irvine Roark und Eric Garnett Atkinson                         | James Watson Webb Sr., Thomas Hitchcock Jr., Malcolm Stevenson und Devereaux Milburn                                          | 13-3 8-5          | Meadow Brook                           |
| 1930 | United States | Gerald Barnard Balding Senior, Lewis Lawrence Lacey, Charles Thomas Irvine Roark und Humphrey Patrick Guinness.                                            | Eric Leader Pedley, Earle Hopping, Thomas Hitchcock Jr. und Winston Frederick Churchill Guest                                 | 10-5 14-9         | Meadow Brook 15. September 1930.       |
| 1936 | United States | Hugh Hesketh Hughes, Gerald Barnard Balding Senior, Eric Horace Tyrrell-Martin und Humphrey Patrick Guinness.                                              | Eric Leader Pedley, Michael Grace Phipps, Stewart Birrell Iglehart und Winston Frederick Churchill Guest.                     | 10-9 8-6          | Hurlingham                             |
| 1939 | United States | Robert Skene, Aiden Roark, Gerald Barnard Balding Senior und Eric Horace Tyrrell-Martin                                                                    | Michael Grace Phipps, Thomas Hitchcock Jr., Stewart Birrell Iglehart und Winston Frederick Churchill Guest                    | 11-7 9-4          | Meadow Brook                           |
| 1992 | United States | William Lucas, Cody Forsyth, Alan Kent und Howard Hipwood                                                                                                  | John Gobin, Adam Snow, Owen Rinehart und Robert E. Walton                                                                     | 8-7               | Guards                                 |
| 1997 | England       | William Lucas, Cody Forsyth, Howard Hipwood und Andrew Hine                                                                                                | Julio Arellano, Michael Azzaro, Guillermo Gracida Junior und John B. Goodman                                                  | 12-9              | Guards                                 |
| 2009 | England       | Luke Tomlinson, Mark Tomlinson, James Beim und Eduardo Novillo Astrada                                                                                     | Adam Snow, Mike Azzaro, Nicolas Roldan, Jeff Blake und Jeff Hall                                                              | 10-9              | International                          |
| 2013 | England       | Luke Tomlinson, James Beim, Mark Tomlinson und John Paul Clarkin                                                                                           | Marc Ganzi, Polito Pieres, Nicolas Roldan, Mike Azzaro, Jeff Blake                                                            | 12-11             | Guards                                 |